# Franziskaner
Franziskaner és un fabricant de cervesa fundat el 1363 a Múnic, Alemanya. Es caracteritza principalment per l'elaboració tradicional de cervesa de blat —Weißbier, en alemany— i forma part del grup Spaten-Franziskaner-Brau GmbH. Franziskaner existeix com una marca registrada i s'elabora a Löwenbräu a Múnic.

## Història

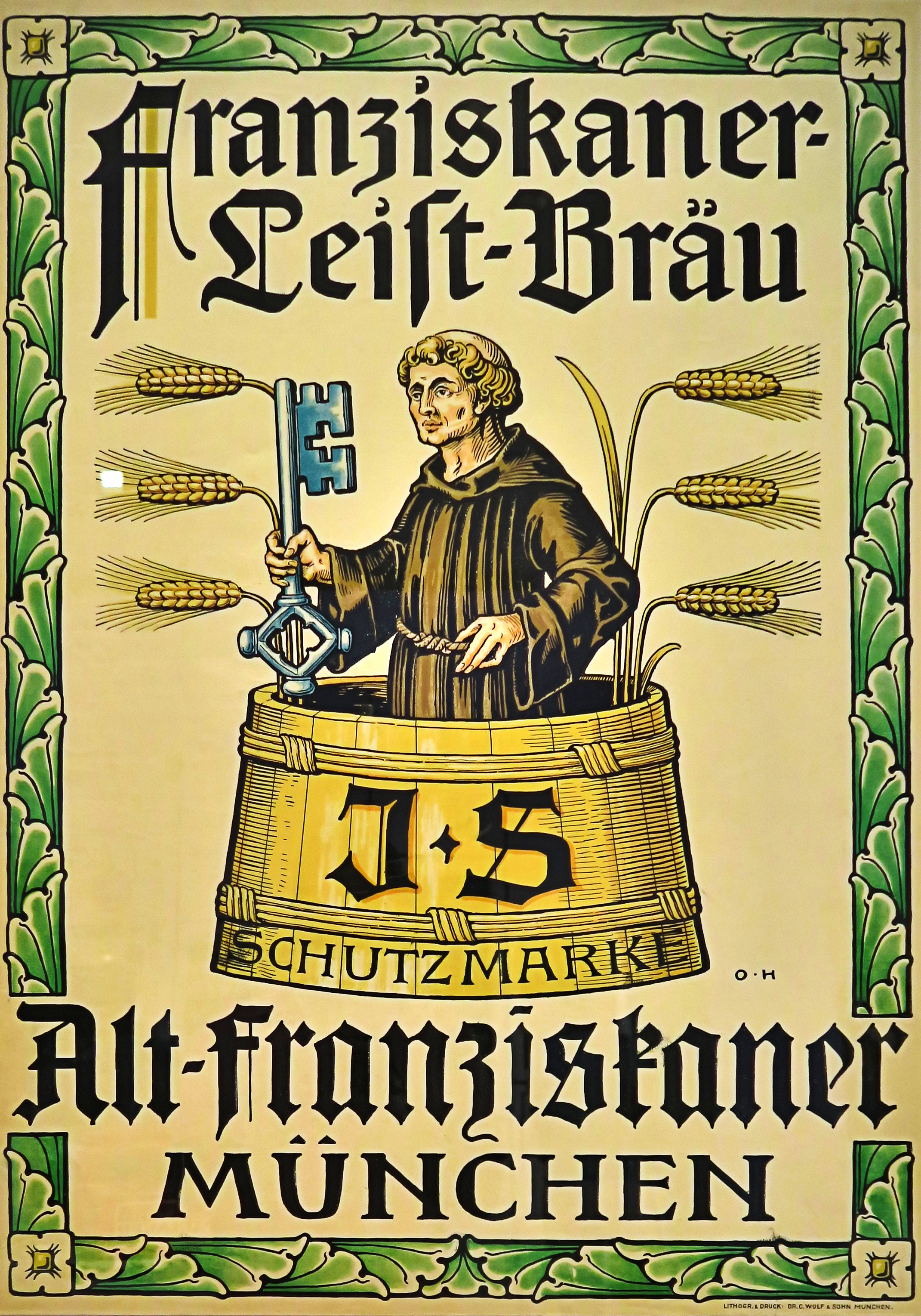
Cartell de Franziskaner realitzat per Otto Hupp el 1900.

Franziskaner es va fundar el 1363 amb el nom de «Bräustatt Bey donin Franziskanern», convertint-se en la primera fàbrica de cervesa civil en el districte de la Residència de Múnic. El nom prové del convent de l'orde franciscà.
El 1841 la fàbrica de cervesa es va traslladar a la localitat muniquesa d'Au. El 1858 Joseph Sedlmayr, propietari de la Leist-Brauerei i el seu fill Gabriel, propietari de Spatenbräu, es converteixen en copropietari de Franziskaner, després de completar les adquisicions tres anys més tard. El 1865 la producció de Leist-Brauerei va ser detinguda per la continuació de la producció de la fàbrica de cervesa només a Au.
El 1872, per primera vegada, se serveix una cervesa de Franziskaner durant l'Oktoberfest: era l'Ur-Marzen, una cervesa de color ambre elaborada d'acord amb l'estil vienès. El 1909 la fàbrica de cervesa es va convertir en una societat anònima. El 1922 la fàbrica de cervesa va ser finalment fusionada amb Spaten propietat del germà Gabriel Sedlmayr, que flueix a la nova societat Gabriel und Joseph Sedlmayr Spaten-Franziskaner-Leistbräu AG, amb l'objectiu de crear sinergies entre els dos fabricants de cervesa. El 1935 l'artista de Múnic Ludwig Hohlwein va dissenyar el logotip del frare franciscà, encara presents a les ampolles.

## Productes
La cervesa més coneguda de Franziskaner és la cervesa de blat, que es comercialitza cada cop més des de mitjans de la dècada de 1970 i ha estat creixent des de llavors. La cervesa de blat és una cervesa de fermentació superior, i fins i tot a finals de l'edat mitjana, van ser els prínceps bavaresos els que van desenvolupar i van cultivar aquesta especialitat a les seves cerveseries cortesanes. Durant molt de temps, la cervesa de blat va ser el seu privilegi, que estava estretament vigilat. Les matèries primeres són malt de blat, malt d'ordi, llúpol, llevat fermentat i aigua per a elaboració.
Les cerveses franciscanes són:
- Cervesa de blat amb llevat lleuger (contingut d'alcohol 5,0% vol., contingut original de most 11,8%, valor nutricional 190 kJ/100 ml o 46 kcal/100 ml)
- Llevat cervesa de blat fosca (contingut d'alcohol 5,0% vol., contingut original de most 11,8%, valor nutricional 190 kJ/100 ml o 46 kcal/100 ml)
- Cervesa de blat cristal·lina (contingut d'alcohol 5,0% vol., contingut original de most 11,8%, valor nutricional 190 kJ/100 ml o 46 kcal/100 ml)
- Cervesa de blat amb llevat lleuger (contingut d'alcohol 2,9% vol., contingut original de most 7,5%, valor nutricional 104 kJ/100 ml o 25 kcal/100 ml)
- Cervesa de blat amb llevat no alcohòlic (contingut d'alcohol 0,5% vol., gravetat original 6,2%, valor nutricional 99 kJ/100 ml o 23 kcal/100 ml); Llevat Weissbier Royal (contingut d'alcohol 6,0% vol.)
- Cervesa blanca vintage (només disponible en temporada); Kellerbier (contingut d'alcohol 5,2% vol., valor nutricional 178 kJ / 100 ml)